# АнтиСПИД
Фонд Елены Пинчук (ранее назывался «АНТИСПИД») — благотворительная организация по борьбе с эпидемией СПИДа на Украине. Работает за счет частных средств.

## История
Фонд основан был в 2003 году Еленой Франчук под названием Фонд Елены Франчук «АНТИСПИД». В 2002 Елена вышла замуж за украинского бизнесмена Виктора Пинчука, в 2010 году фонд сменил название на Фонд Елены Пинчук. В 2010 году Елена Пинчук вошла в состав комиссии ООН, созданную для «профилактической революции» — прорыва в предотвращении новых случаев ВИЧ/СПИДа в мире.

## Описание
- кампании в СМИ по просвещению о проблеме СПИДа (с ноября 2003 года);
- помощь людям, живущим с ВИЧ/СПИДом.

## Награды
В 2010 году Виктор и Елена Пинчук получили награду от Фонда Элтона Джона за весомый вклад в борьбу со СПИДом в Нью-Йорке в Cipriani Wall Street на девятой ежегодной церемонии «Enduring Vision» («Взгляд в будущее»).